# Poligèn
Un poligèn o poligén, factor múltiple, herència en múltiples gens, o gen quantitatiu és un grup de gens no al·lèlics que junts influencien una característica fenotípica. Els locus o identitats dels gens no al·lèlics sovint són desconeguts per als biòlegs. Actualment hi ha tècniques que permeten localitzar alguns d'aquests gens. Aquests gens generalment també són pleiotròpics. Els gens que contribueixen a la diabetis mellitus tipus 2 es creu que són poligens en la seva majoria.

## Herència
L'herència poligènica ocorre quan una característica és controlada per dos o més gens. Sovint els gens són molts en quantitat però d'efecte petit. Exemples de poligènia en l'herència humana són, l'alçada, el color de la pell i el pes. La poligènesi també existeix en altres organismes incloent-hi la mosca Drosophila en la forma de les ales.

## Distribució de les característiques
La freqüència dels fenotips d'aquests trets generalment segueix un patró de variació de la distribució normal i s'obté una corba de distribució normal. No sempre es pot predir la distribució.